# ルーシーのセックス・リスト
『ルーシーのセックス・リスト』（原題:A Nice Girl Like You）は2020年に配信されたアメリカ合衆国のロマンティック・コメディ映画である。監督はリーディル兄弟、主演はルーシー・ヘイルが務めた。本作はアイン・カリーリョ・ゲイリーが2007年に発表した自伝『Porn・ol・o・gy』を原作としている。

## 概略
バイオリニストのルーシーは恋人から突然別れを告げられた。その際、恋人から「君とするセックスは実に味気ないものだった。ポルノ嫌いなんだろ」と罵倒されたことを不快に思い、ルーシーは性の快楽の世界に足を踏み入れることにした。大人の玩具を試したり、ストリップを鑑賞したりする中で、ルーシーは新しい自分を発見していくのだった。

## キャスト
- ルーシー・ヘイル - ルーシー・ニール
- レオニダス・グラプティス - グラント・アンダーソン
- ジャッキー・クルス - ネッサ・ジェニングス
- ミンディ・コーン - プリシラ・ブラム
- アディール・カリアン - ポール・グッドウィン
- リーア・マケンドリック - ハニー・パーカー
- デボラ・S・クレイグ - レネー・ローウェル
- スカイ・P・マーシャル - ベッカー医師
- スティーヴン・フリードリック - ジェフ・セイヤー

## 製作
2018年10月5日、ルーシー・ヘイルの出演が決まったと報じられた。18日、ジャッキー・クルスの起用が発表された。29日、レオニダス・ガルパティス、スティーヴン・フリードリック、スカイ・P・マーシャル、アディール・カリアン、ミンディ・コーンがキャスト入りした。2019年9月24日、アーロン・ジグマンが本作で使用される楽曲を手掛けるとの報道があった。
本作の主要撮影は2018年10月23日に始まり、同年11月16日に終了した。

## 公開・マーケティング
2020年6月12日、ヴァーティカル・エンターテインメントが本作の全米配信権を獲得したと報じられた。24日、本作のオフィシャル・トレイラーが公開された。

## 評価
本作に対する批評家からの評価は芳しいものではない。映画批評集積サイトのRotten Tomatoesには9件のレビューがあり、批評家支持率は11%、平均点は10点満点で4.31点となっている。また、Metacriticには5件のレビューがあり、加重平均値は41/100となっている。